# Спаска операција
Спаска операција (рус. Спасская операция), позната и као јуриш на Спаск, била је напад Народне револуционарне армије (НРА) Далекоисточне Републике (ДВР) на снага беле Земске војске код Спаска. Напад се догодио између 7. и 9. октобра 1922. током Приморске операције НРА за преузимање контроле над Приморјем, последње велике операције Руског грађанског рата. Током операције, снаге НРА су упале у Спаск, једно од већих насеља Приморја и важан центар отпора Земске војске, прочишћавајући пут ка Владивостоку.

## Позадина и планирање
Јапанске трупе су 1921. године на прилазима Спаску изградиле јак утврђени рејон, чију је главну одбрану чинило седам пољских утврђења, спојених рововима и покривених са три до пет слојева бодљикаве жице. Утврђени рејон бранила је Волшка група генерал-мајора Викторина Молчанова, која је бројала више од 1.800 пешака и 700 коњаника са девет топова и 28 митраљеза.
Крајем 1922. године, Народна револуционарна армија је напредовала у Приморје са циљем да уништи Земску војску и заузме Владивосток. За операцију, команда НРА је доделила 2. приамурској стрељачкој дивизији задатак заузимања утврђења један и три. Са до 5.000 људи, 22 топа и 200 митраљеза, дивизија је била подељена на две колоне, једну лево и другу десну. Огромна бројчана и техничка надмоћ Црвених је ојачана уз помоћ партизана којима је командовао Михаил Волски, који су деловали у позадини бранилаца.

## Операција
Након почетка офанзиве, десна колона, коју је предводио командант 2. Приамурске дивизије Јаков Покус, у саставу 6. Хабаровског пука и батаљона Издвојене Далекоисточне коњичке бригаде, две батерије и оклопни воз, напала је тврђаву бр. 1 док је лева колона, коју је предводио Степан Вострецов са 5. Амурским и 4. Волочајевским стрељачким пуком и Троицко-савским коњичким пуком, батаљоном школе млађих команданата и оклопним возом, напала је тврђаву бр. 3. До краја 8. октобра совјетске трупе су заузеле тврђаву бр. 3, а следећег дана заједно са партизанима заузеле тврђаву бр. 1 и друга утврђења. Суочен са претњом опкољавања, Спаски гарнизон је напустио град. Током напада на Спаск, Бели су имали више од 1.000 убијених и рањених и око 300 заробљених. Црвене жртве су биле 187 убијених и 420 рањених.
Успех јуриша, који је отворио пут ка Владивостоку, приписан је масовној концентрацији снага НРА за главни напад и блиској сарадњи са партизанима. За свој учинак у операцији Вострецов, Покус и још неколико команданата одликовани су Орденом црвене заставе.